# セバスティアーノ・セルリオ

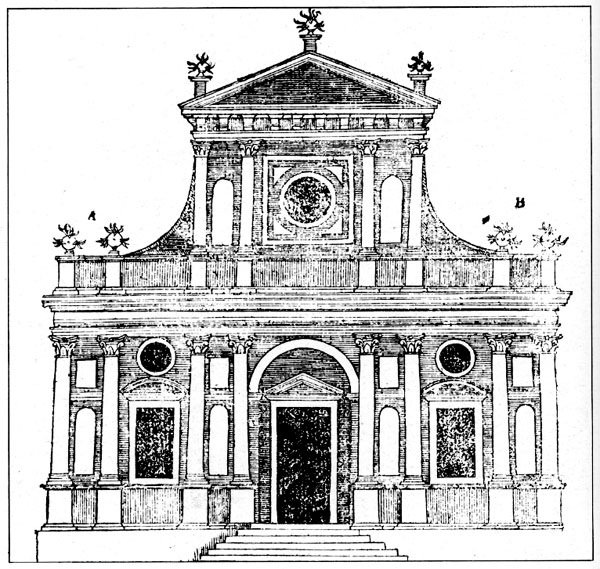
セルリオの教会のファサードのモデル（1537年）。この様式は18世紀まで使われ続けた。

セバスティアーノ・セルリオ（Sebastiano Serlio、1475年9月6日 - 1554年ごろ）はイタリアのマニエリスムの建築家で、フォンテーヌブロー宮殿の建設にも関わった。有名な著書 "I sette libri dell'architettura"（別名 "Tutte l'opere d'architettura et prospettiva"（建築五書））において、建築の「オーダー」を定着させることに貢献した。

## 伝記
ボローニャで生まれ、1514年にローマに行き、バルダッサーレ・ペルッツィのアトリエで働きはじめた。しかし1527年のローマ略奪で全ての建設プロジェクトが中止されたため、ペルッツィと同様に画家として生計を立てるようになった。1527年ごろから1540年代前半までヴェネツィアに住んでいたが、ほとんど足跡を残していない。
最初の著書は1537年、ヴェネツィアで Regole generali d'architettura と題して出版。最初に出版されたにもかかわらず、セルリオの『建築書』第4巻と呼ばれる。これは、セルリオがもともと構想していた全7巻（『建築七書』）の4番目だったためである。しかし、この構想は完全な実現には至らなかった。この中にあったセルリオの教会ファサードのモデルは、整理して古典に近づけ標準化したもので、高いヴォールトの本堂と低い側廊を備えゴシック様式のファサードを与える革新的な手法を取り入れている。その萌芽はアルベルティの設計したフィレンツェのサンタ・マリア・ノヴェッラ教会のファサードに見られる（1458年ごろ）。1530年代にはその様式が形を成しつつあり、同時期に複数の教会がそのような様式で建てられつつあった。セルリオは木版画でその概念を全ての建築家に提示したのである。次いで、セルリオの古代ローマの建築に関する「第3巻」は1540年、同じくヴェネツィアで出版された。
セルリオの著書はフランス王フランソワ1世の目にとまった。セルリオはフランソワ1世に招かれ、フォンテーヌブロー宮殿の建設と装飾のアドバイザーとなり、イタリア人の設計士と職人のチームが結成された。セルリオは他にも個人的に仕事を請け負ったが、確実にセルリオが関わったことが判っているのはブルゴーニュのトネールに程近いアンシー・ル・フラン城だけであり、1546年に完成している。
1545年、セルリオは舞台の背景についての木版画の本（Scenographies）をいくつかパリで出版しており、その一部は遠近法の解説にあてられていた。また、土木技師として要塞もいくつか設計している。
セルリオは1554年ごろ、フランスのリヨンで亡くなった。

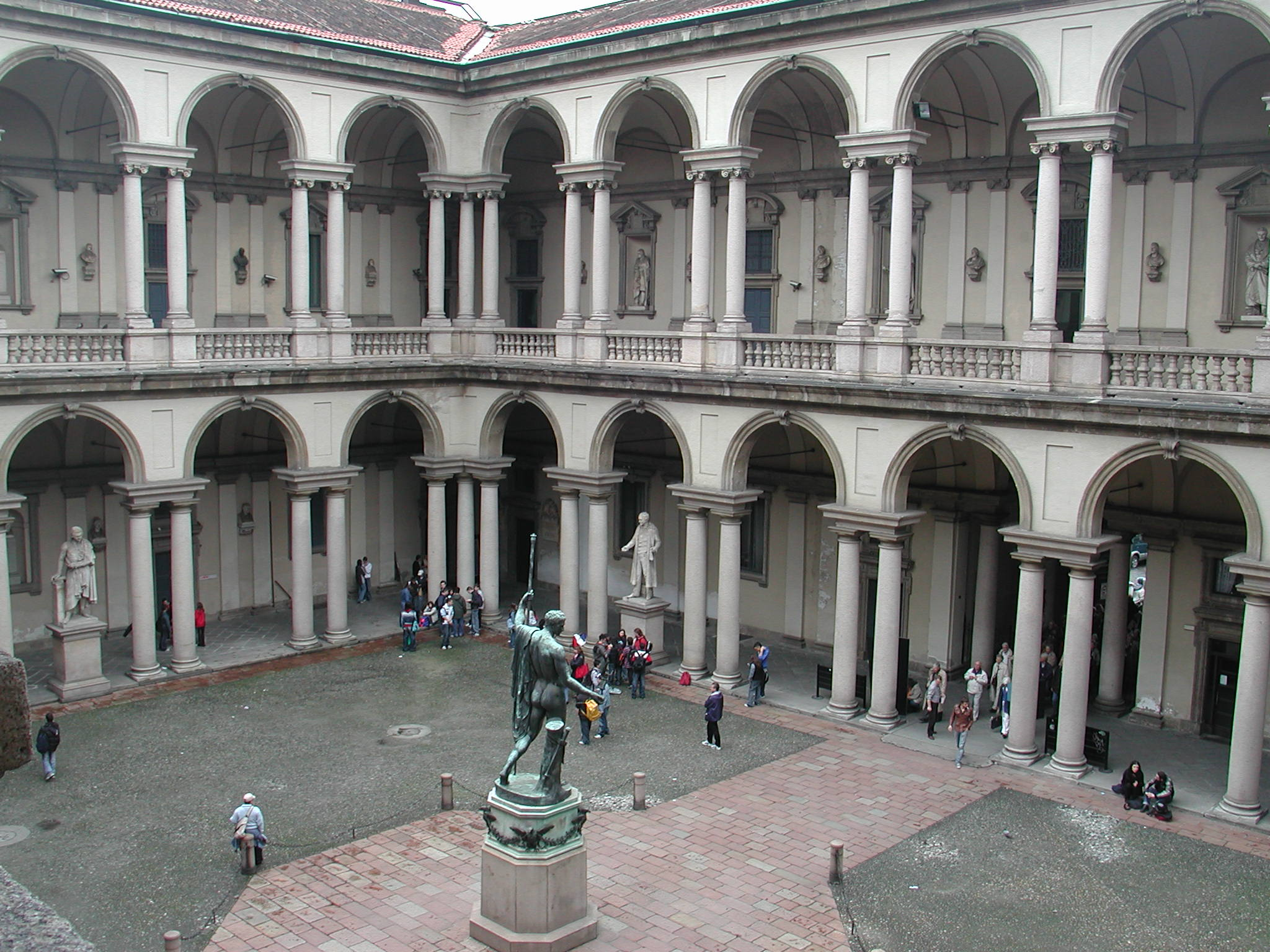
ブレラ美術館（ミラノ）

セルリオの最大の貢献は建築に関する実用的著書である。本文を補うために精密なイラストをつけることを最初に行ったのもセルリオである。セルリオの『建築書』は第5巻までが1537年から間隔を置いて出版され、当初の構想にはなかった1冊がリヨンで1551年に出版されている。死後に出版された本もある。セルリオの未刊の手稿もいくつか現存している。建築家向けのイラスト付き手引書としてセルリオの『建築書』は特にフランス、オランダ、イングランドに大きな影響を与え、イタリアルネサンス様式をそれらの国々に広めた。
セルリオの著書は1539年、ピーテル・クック・ファン・アールストがオランダ語に翻訳した。その弟子でオランダ人建築家のハンス・フレーデマン・デ・フリースがその様式や装飾をアルプス山脈の北に広めた。さらに1552年にはスペインのトレドで Juan de Ayala が原著と同じイラスト付きの本を出版した。セルリオの描いた多数のローマ建築の平面図と立面図は古典建築の有益なレパートリーを提供し、増刷もされた。
オランダ語版から英語への翻訳は The Five Books of Architecture と題して1611年にロンドンで出版された。その例は、ジェームズ1世時代の建築に重要な着想の源泉となったアントワープ・マニエリスム (en) の版画の影響を打ち消した。セルリオの著書は、後のクリストファー・レンやバースの都市計画を立案した起業家のジョン・ウッドらも所持していた。